# Albert Brenet
Albert Victor Eugène Brenet (* 25. Juni 1903 in Harfleur, Département Seine-Inférieure; † 4. Juli 2005 in Saclay, Département Essonne) war ein französischer Maler.

## Leben
Der aus der Region Le Havre stammende Albert Brenet zeichnete schon als Kind die Handelsschiffe, die am Hafen von Le Havre anlegten. Albert Brenet – ein durchschnittlicher Schüler, der eine ausgeprägte Leidenschaft für das Zeichnen hegte – begann 1920 ein Studium an der Ecole des Beaux-Arts in Paris. Dort erhielt er eine Ausbildung zum Tiermaler und war in diesem Metier bis Ende der 1920er Jahre tätig.
1929 gelangte Brenet an Bord eines der letzten Handelssegelschiffe, der Bonchamp, wo er während der darauffolgenden siebenmonatigen Seereise zu den Westindischen Inseln nicht nur die Faszination sowie das geschäftige Treiben an den Häfen für sich entdeckte, sondern sich auch mit dem Leben an Bord ohne Strom und fließendes Wasser arrangieren musste.
Diese Reise prägte seine weitere Karriere als Maler entscheidend. Brenet schuf Skizzen, Ölbilder und Gouachen von Häfen, Schiffen sowie deren Besatzungen. Bekanntheit erlangte Brenet zudem durch seine Plakate für die transatlantischen Fluggesellschaften.
Brenet, der 1936 zum Peintre Officiel de la Marine ernannt wurde, war der Erste, der die Titel Peintre Officiel de la Marine, Peintre de l'Air, erhalten 1936, sowie Peintre de l'Armée de terre, erhalten 1959, trug. Albert Brenet zählt neben Marin-Marie, dem er 1931 begegnete, sowie Roger Chapelet zu den drei großen französischen Marinemalern des 20. Jahrhunderts.

## Werke (Auswahl)
- Le départ des Terre-Neuvas
- Le paquebot "La Marseillaise" dans le port de Saigon
- Nouba du 4e régiment de Tirailleurs tunisiens, Gouache
- Porte-avions Et Escorteur
- Préparation D'un Hydravion Sur L'étang De Berre
- Revue navale dans la rade de Toullon
- 4 mâts-barque sortant du Havre, Gouache